# City Hall (linea BMT Broadway)
City Hall è una fermata della metropolitana di New York, situata sulla linea BMT Broadway. A servizio dei quartieri di Civic Center e Tribeca, nel 2015 è stata utilizzata da 1 151 646 passeggeri.

## Storia
La stazione venne aperta il 5 gennaio 1918, come parte del prolungamento verso sud della linea BMT Broadway, la cui prima sezione era stata aperta il 4 settembre 1917. In seguito, fu sottoposta a ristrutturazione negli anni 1970.

## Strutture e impianti
City Hall è una fermata sotterranea a due livelli, quello superiore è utilizzato per il servizio passeggeri mentre quello inferiore è inutilizzato. È posta al di sotto di Broadway, dove sono situate tutte le uscite.
Il livello superiore è dotato di due binari e una larga banchina ad isola, al centro della quale sono posizionati i tornelli, il gabbiotto dell'agente di stazione e le scale che portano al livello stradale. Negli anni 1970, è stato rinnovato, modificandone l'aspetto originario attraverso la sostituzione delle piastrelle e dei mosaici d'epoca e delle lampade a incandescenza con piastrelle anni 70 e lampade fluorescenti.
Il livello inferiore possiede due banchine ad isola e tre binari, e venne originariamente costruito per essere utilizzato dai treni espressi. Tuttavia, il progetto fu modificato prima della fine della costruzione e il livello inferiore è rimasto quindi in gran parte privo di finiture. Attualmente esiste una sola scala che porta dal livello superiore a quello inferiore.

## Movimento
La stazione è servita dai treni di tre services della metropolitana di New York:
- Linea N Broadway Express, attiva solo di notte;[6]
- Linea R Broadway Local, sempre attiva, tranne di notte;[7]
- Linea W Broadway Local, attiva solo nei giorni feriali esclusa la notte.[8]

## Interscambi
La stazione è servita da diverse autolinee gestite da NYCT Bus.
- Fermata autobus